# Ștefan Șura
Ștefan Șura (n. 1878, Săcel, județul Hunedoara – d. secolul al XX-lea, Săcel, județul Hunedoara) a fost un deputat în Marea Adunare Națională de la Alba Iulia, organismul legislativ reprezentativ al „tuturor românilor din Transilvania, Banat și Țara Ungurească”, cel care a adoptat hotărârea privind Unirea Transilvaniei cu România, la 1 decembrie 1918  :p. 225..

## Biografie
A urmat școala primară, lucrând toată viața în agricultură, fiind plugar. A participat și la război, ulterior devenind primar al satului :p. 225.

## Activitatea politică
Ca deputat în Adunarea Națională din 1 decembrie 1918, Ștefan Șura a fost delegat al Cercului electoral Hațeg :p. 225.